# Out of Control
Out of Control este cel de-al cincilea album de studio al grupului muzical Girls Aloud. Materialul a obținut poziția cu numărul 1 în UK Album Chart, devenind cel de-al doilea album al grupului ce reușește acest lucru. De pe Out of Control au fost lansate două discuri single, „The Promise” și „The Loving Kind” .

## Lista cântecelor
1. „The Promise”
2. „The Loving Kind”
3. „Rolling Back The Rivers in Time”
4. „Love is The Key”
5. „Turn To Stone”
6. „Untouchable”
7. „Fix Me Up”
8. „Love is Pain”
9. „Miss You Bow Wow”
10. „Revolution in the Head”
11. „Live in the Country”
12. „We Wanna Party”